# 广州十三行

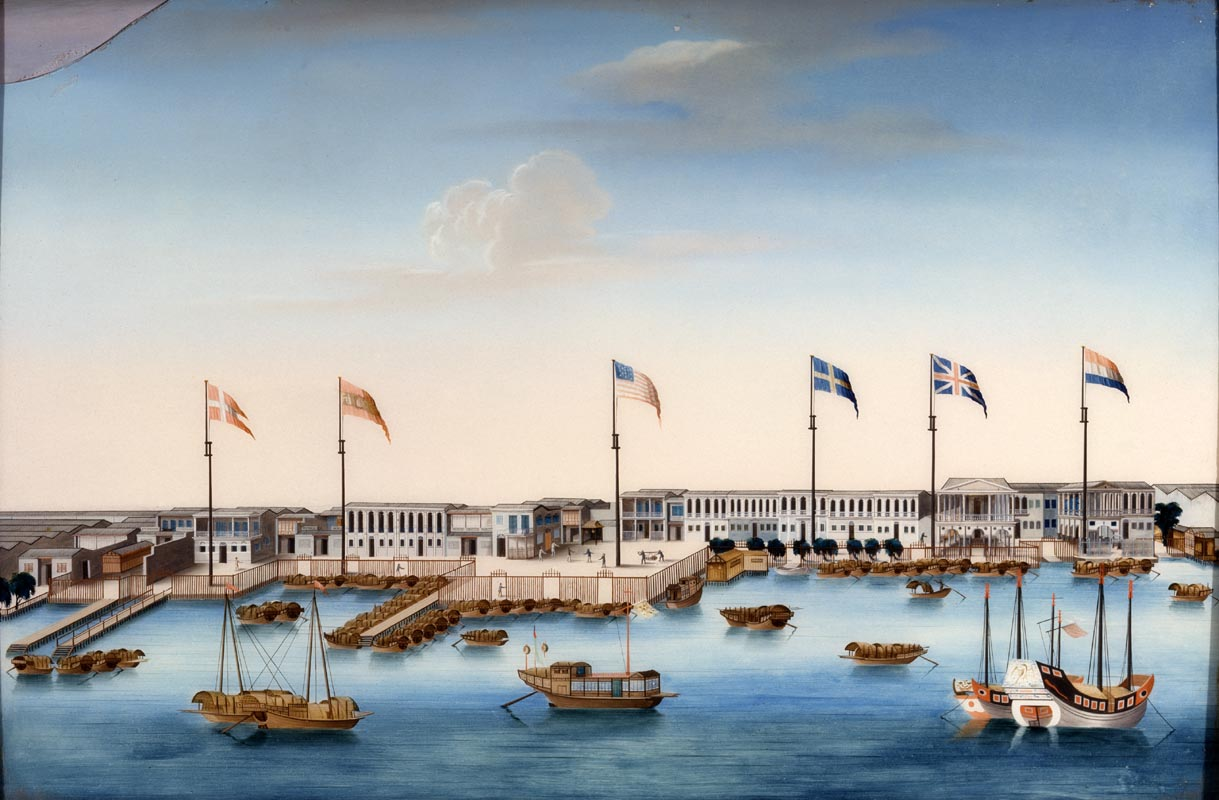
1780年油画描绘广州十三行外贸易特区的丹麦、西班牙、美国、 瑞典、英国、荷兰夷館。

廣州十三行（英語：Thirteen Factories或Thirteen Hongs of Canton），又稱廣東十三行、十三洋行，是指清朝沿用明朝之習慣稱呼廣州對外貿易特區內的十三家牙行商人。後來，這地區稱為“十三行街”，“洋貨行”、“洋行”成為外貿商行的通稱。十三行街現為十三行路，原十三行地區位於今十三行路以南及廣州文化公園一帶。

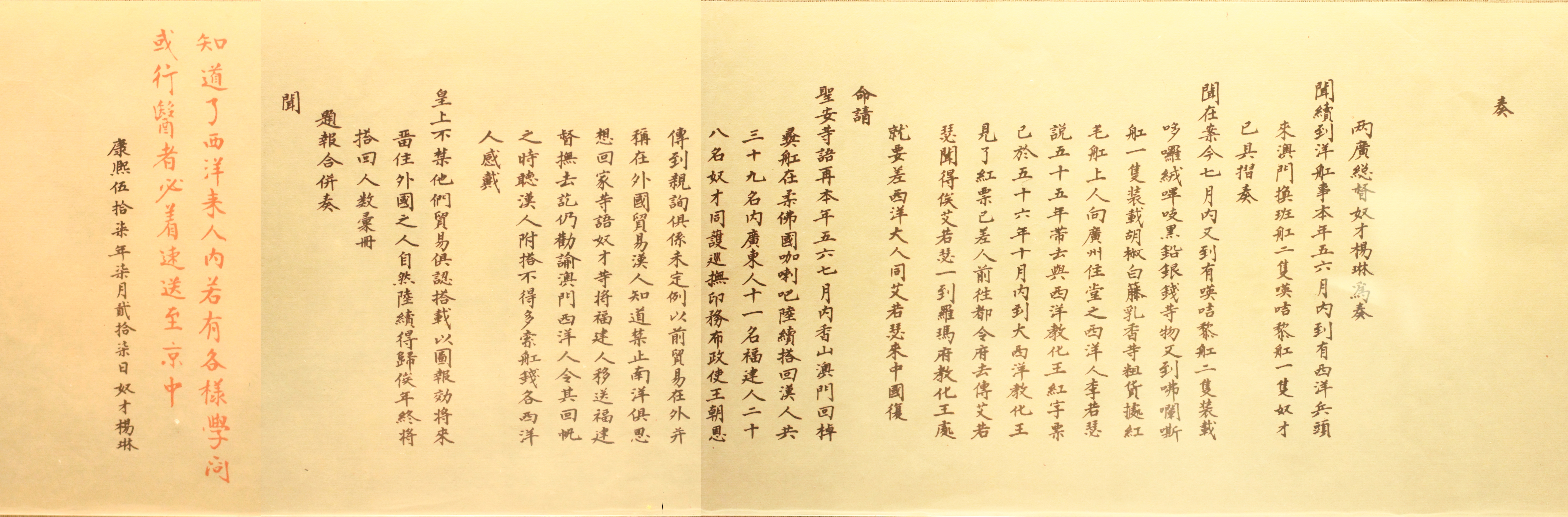
康熙五十七年兩廣總督楊琳關於十三行的奏折。

康熙二十三年（1684年），康熙批准外商在粤海關（廣州）、閩海關（福州）、浙海關（寧波）、江海關（松江）四個口岸經商，當時，國內外運到廣東海口的商貨很多，行商却很少。1686年洋商獲准在廣州市珠江口的一个街區居住和經商。

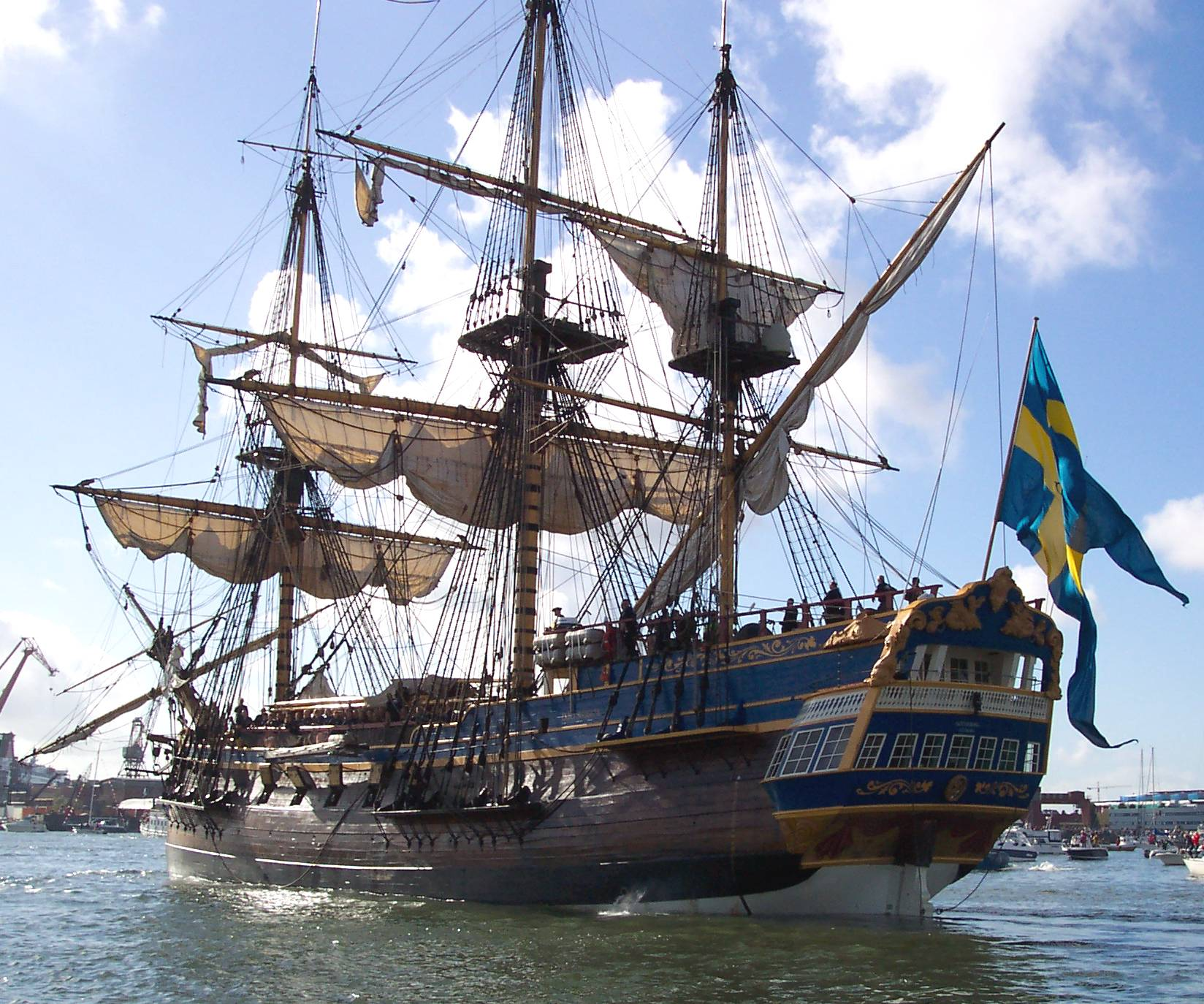
瑞典東印度公司廣州航線的「哥德堡一號」複製品

乾隆二十二年（1757年），清廷下令封鎖全國對外口岸，僅保留廣州珠江粵海關一帶作為對外通商港口（鎖國），及不得在中國其他地方經商。廣州的洋行集中在離珠江約三百尺的十三行區。在廣州立洋行的包括花旗國（美國）、紅毛國（英國）、雙鷹國（奧地利帝國）、單鷹國（普魯士）、黃旗國（丹麥）、法蘭西、瑞典、葡萄牙等國商人。十三洋行區除洋商、十三行外，還有官辦的商行。

## 歷史

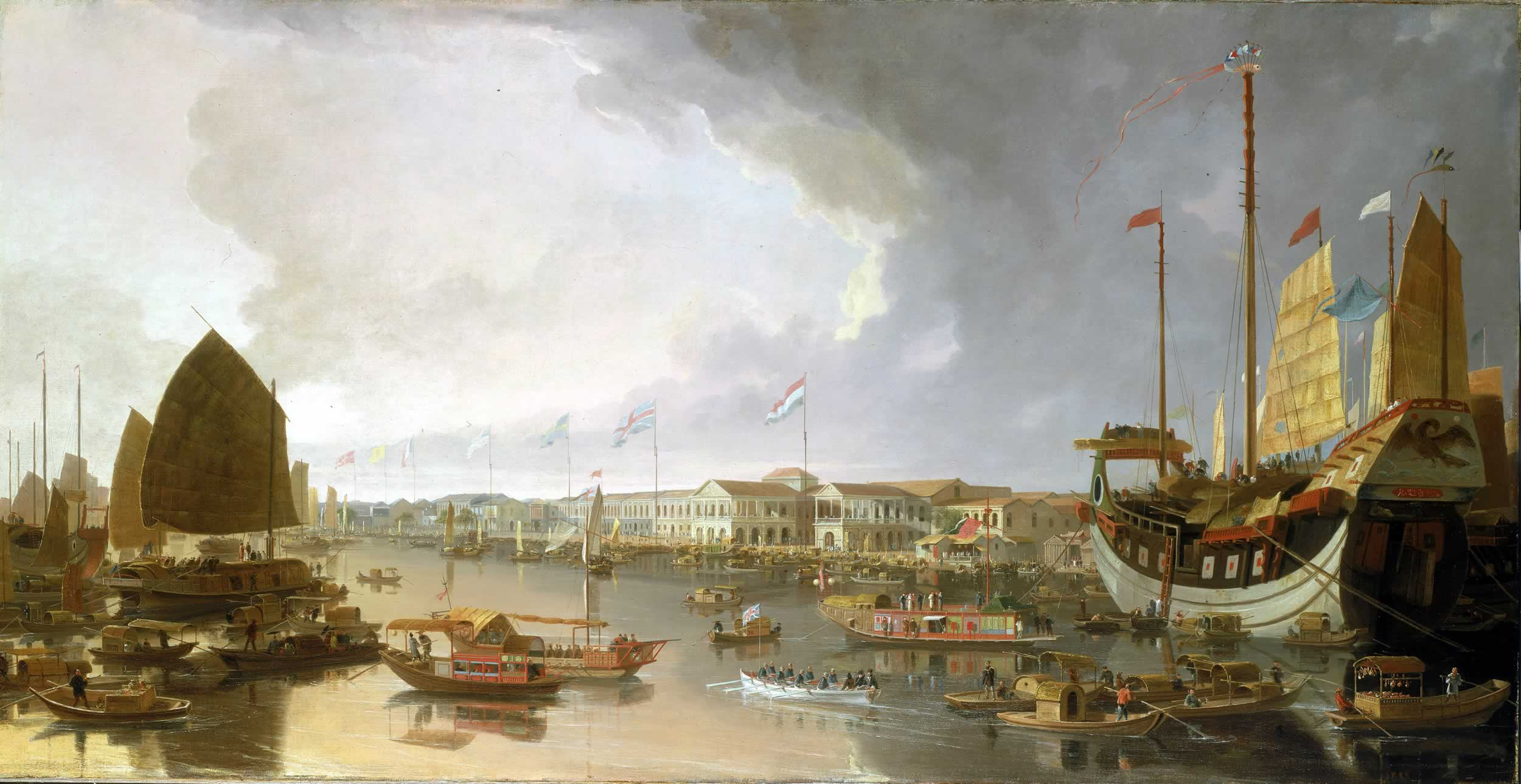
廣州十三行全景（1805–10）

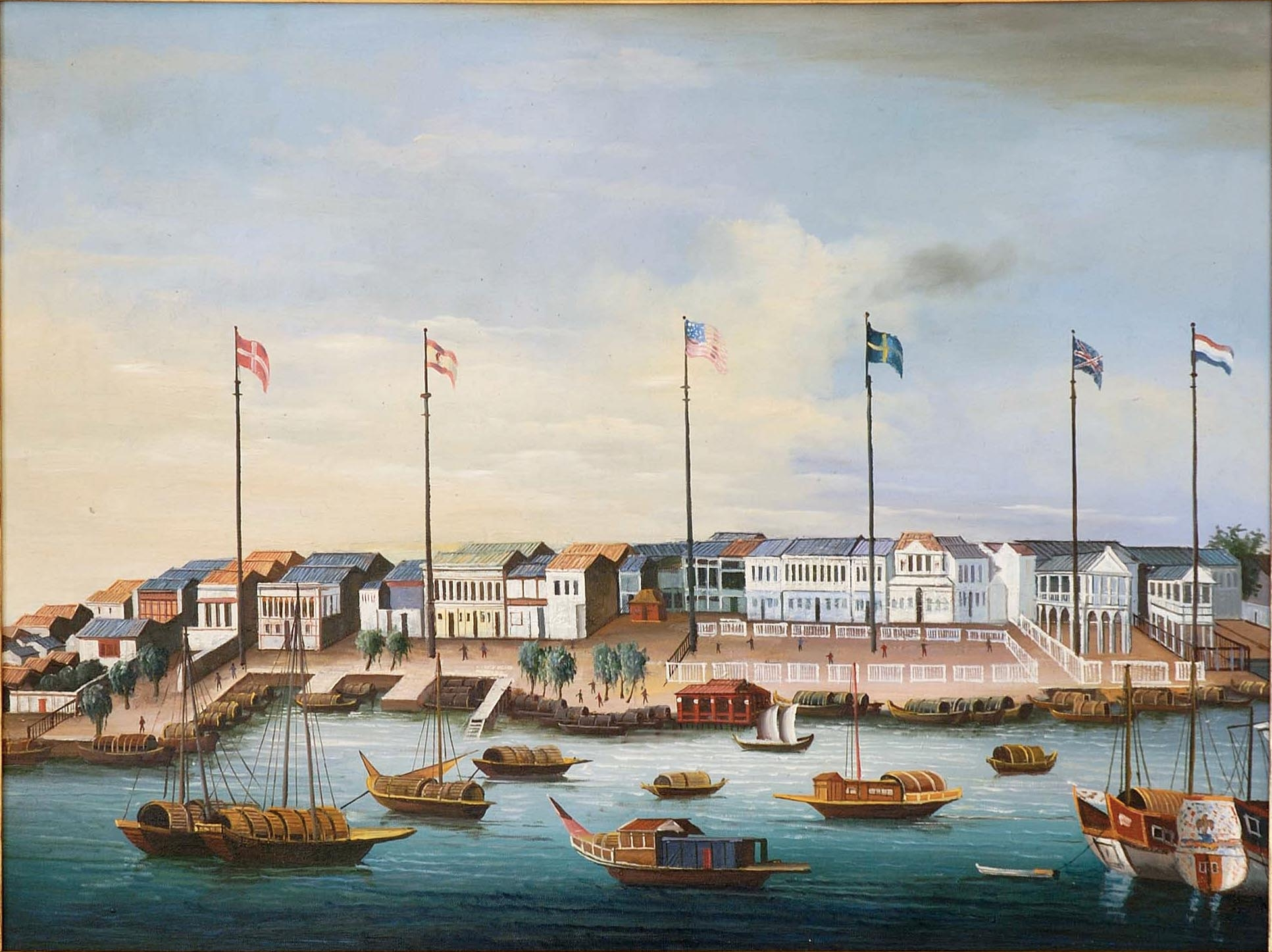
油畫描繪廣州十三行外貿特區

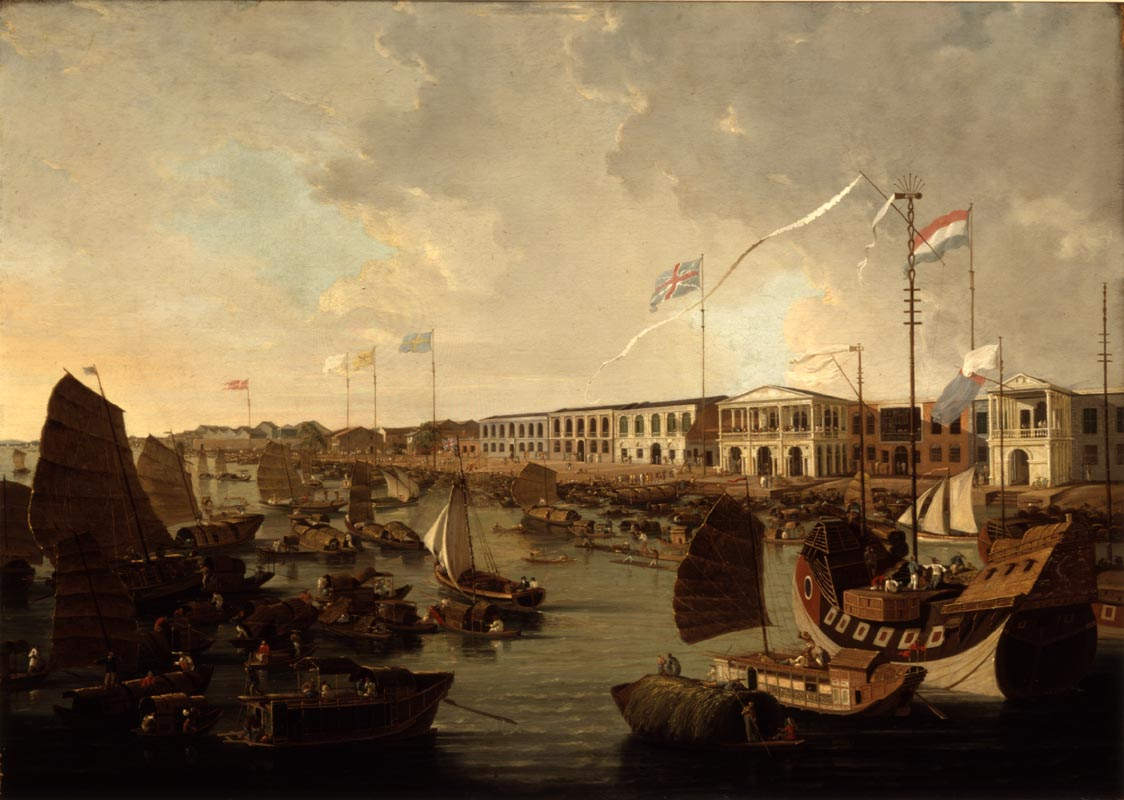
歐洲洋行，1805-06

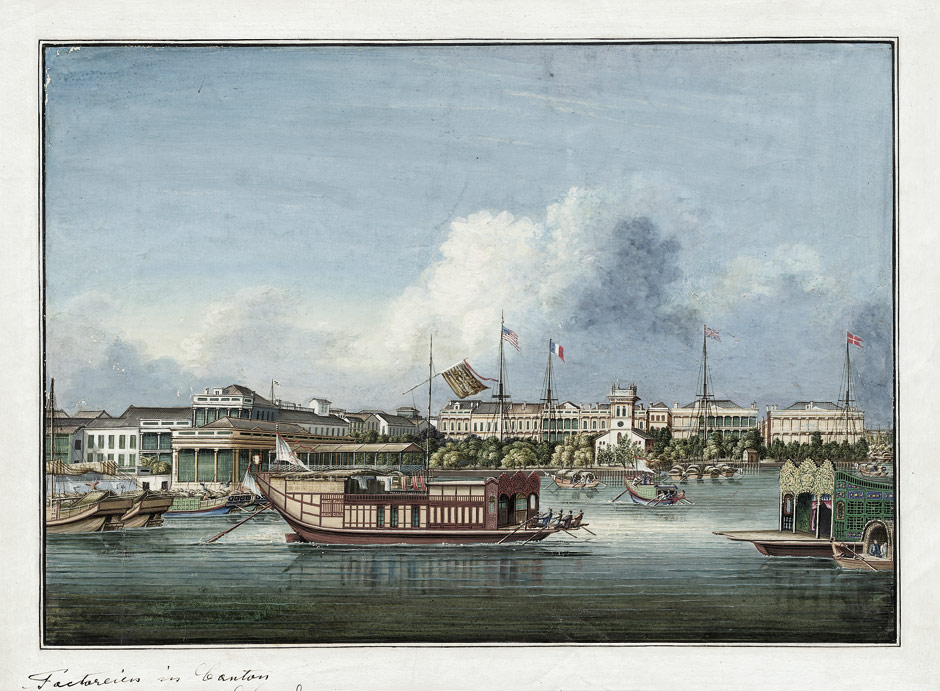
十三行，1850

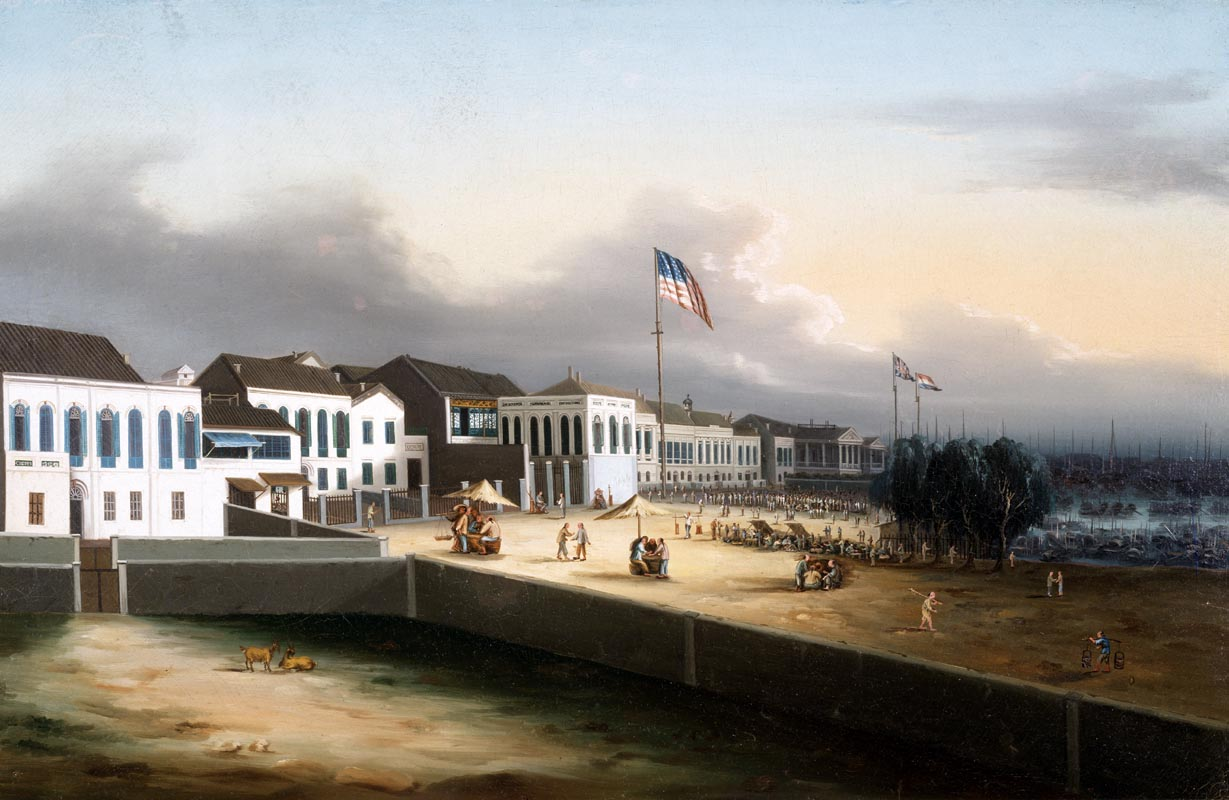
十三行

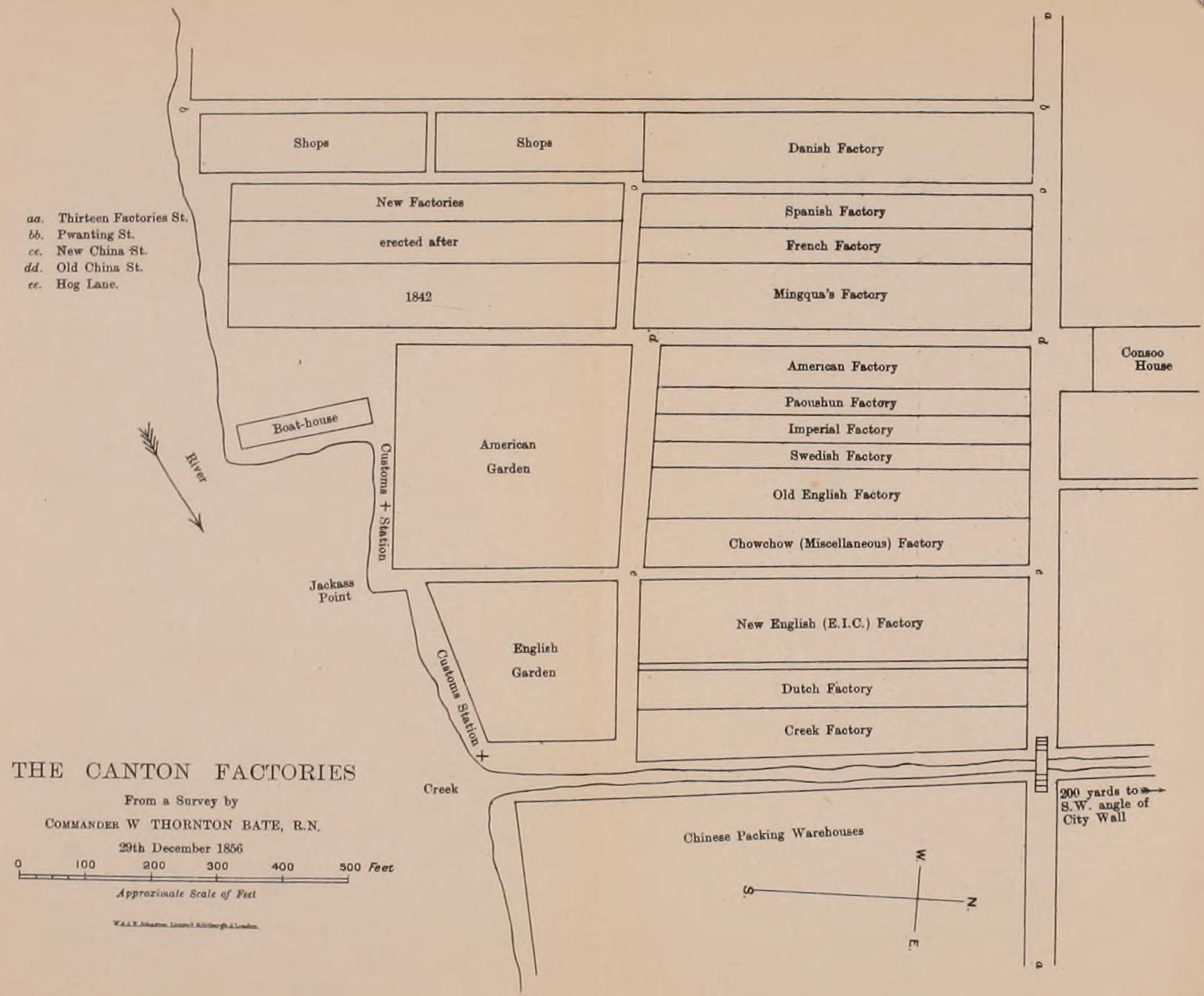
十三行地圖，1856

“十三行”之名是沿襲明代的舊稱，“萬曆以後，廣東有所謂‘三十六行’者出，代市舶提舉盘驗納稅，是為‘十三行’之權輿”，當時的商行時有增減，康熙年間只有“行口數家”，康熙五十九年（1720年），行商發展到十六家，在廣東官府支持下，成立了壟斷性的“公行”。乾隆十六年（1751年）則有洋行26家，所以廣東十三行只是形容最興盛的十三家。十三行以同文行、廣利行、怡和行、義成行最為著名，其貿易對象包括外洋、本港和海南三部分內容，經營出海貿易的稱為海南行。
1837年（道光十七年）十三家行商：
| 商名              | 行名           | 人名   |
| ----------------- | -------------- | ------ |
| Howqua 浩官       | Ewo 怡和       | 伍紹榮 |
| Mowqua 茂官       | Kwonglei 廣利  | 盧繼光 |
| Puankhequa 潘啟官 | Tungfoo 同孚   | 潘紹光 |
| Goqua 鰲官        | Tunghing 東興  | 謝有仁 |
| Kingqua 經官      | Tienpow 天寶   | 梁丞禧 |
| Sunshing 孫青     | Hingtae 興泰   | 嚴啟昌 |
| Mingqua 明官      | Chungwo 中和   | 潘文濤 |
| Saoqua 秀官       | Shuntai 順泰   | 馬佐良 |
| Pwanhoyqua 潘海官 | Yanwo 仁和     | 潘文海 |
| Samqua 爽官       | Tungshun 同順  | 吳天垣 |
| Kwanshing 昆官    | Futai 孚泰     | 易元昌 |
| Lamqua 林官       | Tungchang 東昌 | 羅福泰 |
| Takqua 達官       | Anchang 安昌   | 容有光 |

乾隆二十五年（1760年）“廣州公行”正式成立，到三十六年（1771年）即被解散。其間又出現一批豪商巨富，如盧觀恆、潘振承、潘有度、伍秉鑒、葉上林等人，最著名的是廣東南海縣富商伍秉鑒經營的怡和行，伍秉鑒家族則坐擁2600萬銀元（估值約50億人民幣），是當年的世界十大首富之一。矗立於珠江岸邊的伍家豪宅，與《紅樓夢》的大觀園媲美。廣州十三行成為有清一代與兩淮鹽商、山西的晉商三強並立的行商集團。
十三行早期的貿易對象，有荷蘭、英國、丹麥、西班牙等西歐國家。外商洋行受嚴格限制，例如：外商與中國官府交涉，必須由十三行作中介，外商不得在廣東省住冬，番婦不得來廣州，外商不得坐轎，外商不得學漢文等。因官辦的商行，諸多舞弊，而十三行價格統一，貨不攙假，不欺詐，有良好商業信用，外商要中國商人代辦手續，多通過十三行。美國商人亨特《廣州番鬼錄》中說：“由於與被指定同我們做生意的中國人交易的便利，以及他們眾所周知的誠實，都使我們形成一種對人身和財產的絕對安全感。”十三行壟斷了對外貿易，富甲一方。屈大均有詩云：“洋船爭出是官商，十字門開向二洋。五絲八絲廣緞好，銀錢堆滿十三行”。
十三洋行建築，多為三層樓結構，底層作貨倉，二三層作漂亮公寓。十三洋行建築華麗，宛如西洋畫。十三洋行建築中，最有名的是“碧堂”，（清）李斗著 《揚州畫舫錄》記述：“蓋西洋人好碧，廣州十三行有碧堂，其制皆聯房廣厦，蔽日透月為工”。揚州四轎烟雨中的澄碧堂就是仿效廣州十三行碧堂建築形式而建造的。
十三洋行區不但是外商在華的經商基地，還是基督宗教傳教士到中國傳教的進駐地。蘇格蘭傳教士馬禮遜曾駐廣州，任洋行英國東印度公司職員。

## 變遷

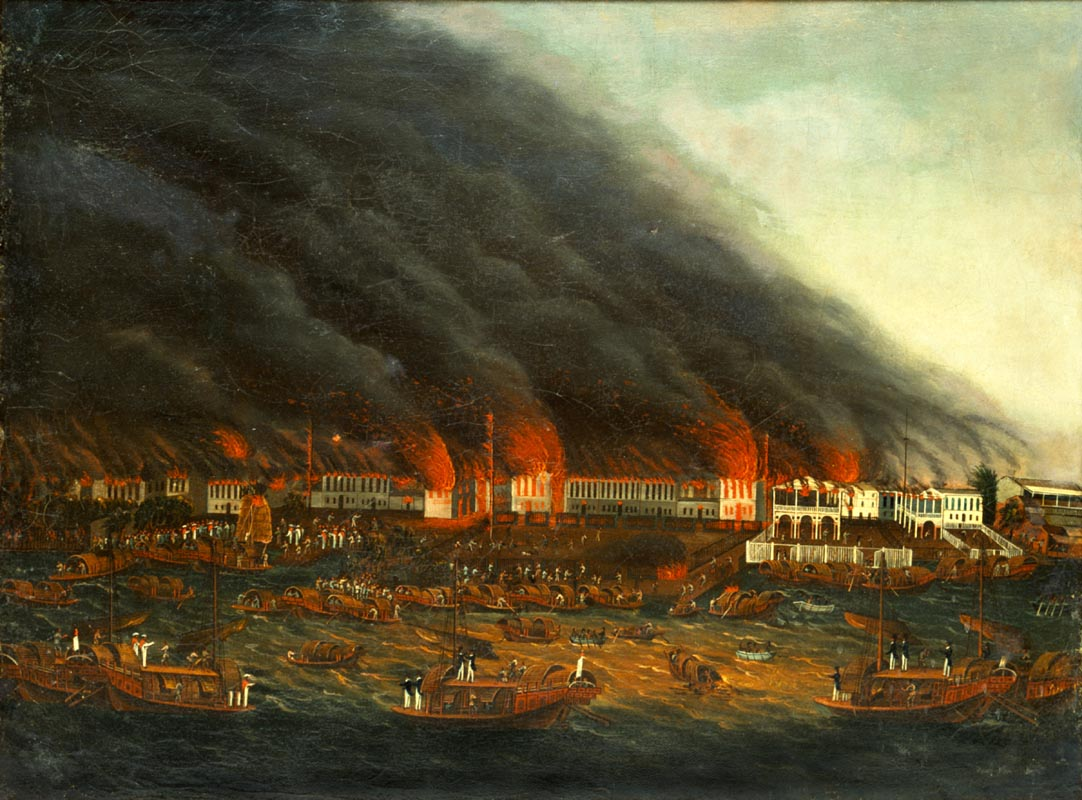
1822年大火

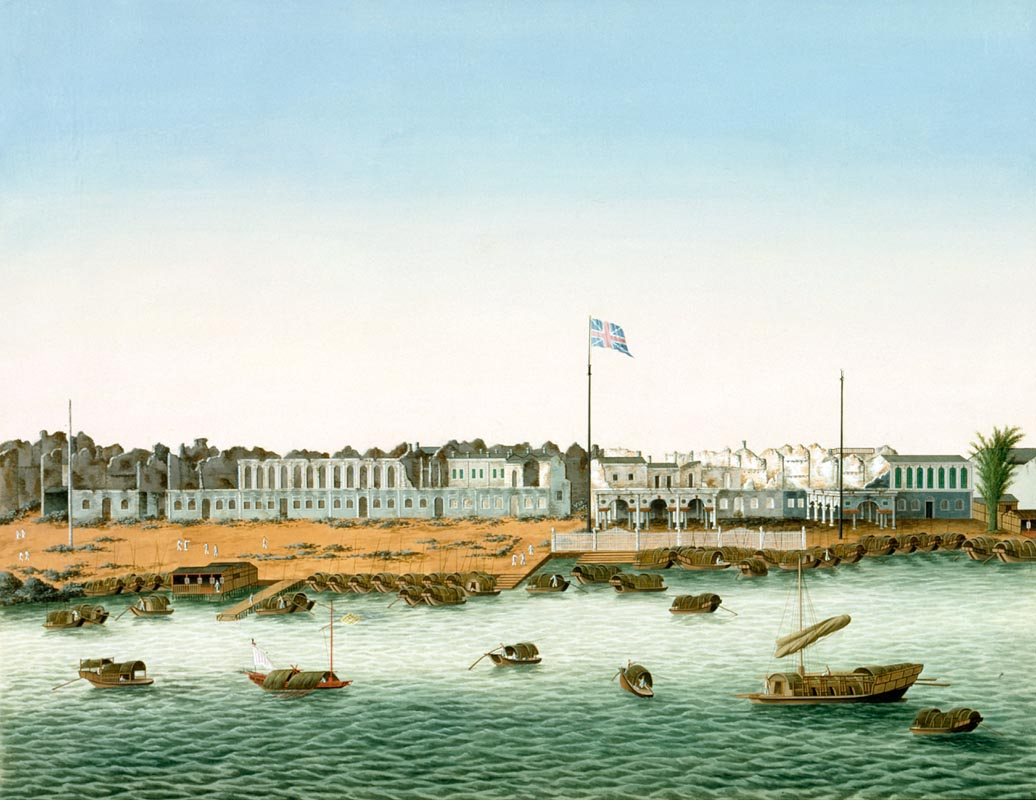
1822年大火後的廣州十三行

1822年廣州十三行街大火，有四千萬兩白銀化為烏有，史稱“洋銀熔入水溝，長至一二里”。
許多行商在清廷的壓榨下紛紛破產，1773年至1832年廣東商行總共向吏部捐輸3,950,000兩。在鴉片戰爭後，道光二十三年伍秉鑒曾獨自承擔《南京條約》中外債300萬銀元中的100萬。隨著《南京條約》簽訂後的五口通商，道光二十三年七月初一（1843年7月27日）允許英國商人在各口岸任意與華商交易，廣東喪失了在外貿方面的優勢，廣東十三行的輝煌時代也隨之結束。
咸豐六年（1856年）第二次鴉片戰爭爆發，英军炮轰广州城。12月15日，城内市民愤怒燒燬十三行街，建物徹底化為灰燼，史稱“西關大火”、「火燒十三行」。
十三行所在的十三行路，20世紀末以來變為服装批发一条街，主要經營女裝成衣批發（新中國大廈、美衣城、紅遍天等），亦有經營男裝成衣批發。以十三行路为中心的故衣街、豆栏上街、和平东路、槳欄路服装商场（市场）环绕成的物流商业圈，已经成为广州历史最长的服装批发集散地。

## 十三夷館
| 英文原名                                                   | 直譯及音譯 | 直譯及音譯       | 中文名（粵語） | 中文名（粵語）         |
| 英文原名                                                   | 漢字       | 漢語拼音         | 漢字           | 劉錫祥拼音             |
| ---------------------------------------------------------- | ---------- | ---------------- | -------------- | ---------------------- |
| Creek Factory                                              |            | Xiǎoxī Guǎn      |                | Yi⁴ Wo⁴ Hong⁴          |
| Dutch Factory                                              |            | Hélán Guǎn       |                | Jaap⁶ Yi⁶ Hong⁴        |
| British Factory (New English Factory)                      |            | Xīn Yīngguó Guǎn |                | Bo² Wo⁴ Hong⁴          |
| Fung-tae Factory Chow-Chow Factory (Miscellaneous Factory) |            | Chǎochǎo Guǎn    |                | Fung¹ Taai³ Hong⁴      |
| Old English Factory                                        |            | Jiù Yīngguó Guǎn |                | Lung⁴ Sun⁶ Hong⁴       |
| Swedish Factory                                            |            | Ruìdiǎn Guǎn     |                | Sui⁶ Hong⁴             |
| "Imperial Factory" (Austrian Factory)                      |            | Dìguó Guǎn       |                | Ma¹ Ying¹ Hong⁴        |
| Paoushun Factory                                           |            | Bǎoshùn Guǎn     |                | Bo² Sun⁶ Hong⁴         |
| American Factory                                           |            | Měiguó Guǎn      |                | Gwong² Yuen⁴ Hong⁴     |
| Mingqua's Factory                                          |            | Míngguān Guǎn    |                | Jung¹ Wo⁴ Hong⁴        |
| French Factory                                             |            | Fǎlánxī Guǎn     |                | Go¹ Gung¹ Hong⁴        |
| Spanish Factory                                            |            | Xībānyá Guǎn     |                | Daai⁶ Lui⁵ Sung³ Hong⁴ |
| Danish Factory                                             |            | Dānmài Guǎn      | [ 13 ]         | Wong⁴ Kei⁴ Hong⁴       |

十三行之英文名是，而或者是專門指代上述之「十三夷館」。

## 評價
十三行商是拥有垄断中外贸易特权的商业组织，也是清政府与外商之间的媒介，兼有外交职责。清朝统治者授予行商以外贸特权，但也從他们身上取得更多的財富，每年两广总督、广东巡抚和粤海关监督进献各种珠宝珍玩，如鐘錶、花瓶、珐琅器皿、雕牙器皿、日晷等，“俱令洋行采办物件，赔垫价值”，最後都是由十三行付現，“积习相沿，商人遂形苦累”。也有不少用在軍費之上，例如乾隆五十三年（1788年）清廷为镇压台湾的林爽文起义，令行商捐输三十万两。
嘉庆末年，伍秉鑒包庇外商走私鸦片，中國的白银从流入变为流出。道光二年（1822年）监察御史黄中模在奏疏中指出：“闻迩来洋商与外夷勾通，贩卖鸦片烟，海关利其重税，遂为隐忍不发，以致鸦片烟流传甚广，耗财伤生，莫此为甚。”